# Felsőház
A felsőház  az országgyűlésnek egyik önálló eleme, mely a polgárok szabad választására támaszkodó alsóházzal együtt a törvényhozás munkájánál közreműködni hivatott.

## Története
Hasonló intézményekkel már az ókorban találkozunk, a görögök gerusziájában és a rómaiak szenátusában. A 19. században pedig a két kamara-rendszer diadalra jutásával a felsőház intézménye bár igen különböző elnevezésekkel (szenátus, urakháza, első kamara, lordok háza, főrendiház stb.) az alkotmányos államokban mindenfelé életbe lép, így a 20. század elején csak néhány kisebb állam (Görögország, Szerbia, Montenegro) nélkülözte. Az elmélet tanítása szerint azonban a felsőház nem lehet az alsóház puszta ismétlése, hanem külön politikai elveket és célokat kell szolgálnia. Így, mint már Montesquieu is jelezte, rendeltetése, hogy magába fogadja a nemzet kitűnőségeit, kiket érdemek, képességek, társadalmi kiválóság jogosít és a közérdek is azt kívánja, hogy a törvényalkotás nagy munkájában tanácsukkal részt vegyenek.A parlament csak így lehet a nemzetnek valóban hűséges képe. Továbbá a természeténél fogva mozgalmasabb és talán túl gyors változtatásokra hajló alsóházzal szemben képviselje az állandóságot és mérsékletet a törvényhozásban; valamint két nagy hatalom, államfő és nép között állván, azoknak súrlódásait kisebbítse; legyen korrektívuma a parlamentáris életből származható némely visszásságnak, mint amilyen a pártzsarnokság és hatalmaskodás; oltalmazza azokat a közérdekeket, melyek az alsóházban annak a mai rend szerint történő összeállításával, esetleg megfelelő képviseletre nem találtak. A felsőház Angliában és Magyarországon hosszú történeti fejlődés eredménye; míg az alkotmányosságra újabban áttért államok inkább a két kamara-rendszer tanainak hatása alatt fogadták el és több-kevesebb tekintettel az állam múltjára, igen különbözően szervezték. De e különböző szervezeteket vizsgálva, mindenütt megtalálhatjuk a törekvést a felsőház állandóságára és hogy a nemzet elit elemeit foglalja magában. Általánosan szólva, a tényleges szervezetek az előkelő származás, nagyobb vagyon, magas hivatal, egyéni érdem és magasabb kor alapján lesznek összeállítva az öröklés, kinevezés és választás tényei által; úgy azonban, hogy az alapok és módok egymással többféle kombinációba jutnak. Hogy csak a főbb államokból vegyünk példákat, Angliában a lordok házának zömét az egyházi főhivatalok viselői és örökösödés címén a főnemesség, az ősi vagyon a nagy ingatlanok birtokosai képezik, akiknek számát a királyi kinevezés szaporíthatja. Kiegészítésül pedig az ír és skót lordok választása szolgál. 
A magyar főrendiház az országos főméltóságok, egyházi és világi főhivatalok viselőiből és főnemesség tagjaiból alakul, de ez utóbbiak jogukat csak akkor gyakorolhatták, ha a magas cenzusnak megfelelni képesek. Kiegészíti a királyi kinevezés, számra korlátozva, sőt e ház első alakulásakor a választás is.
Már sokban eltérő az olasz szenátus szervezete. Kebelében örökös tagok, a királyi hercegeken kívül, nincsenek. Az egészet királyi kinevezés a számra nézve korlátlanul állítja össze, és pedig az alkotmány által meghatározott kvalifikációval bírók közül. Kinevezhetők a főpapok, főhivatalnokok, főbíróságok fejei, a hadsereg és hadi tengerészet főtisztjei, képviselők, az államtanács, az akadémia és a felsőbb közoktatási tanács tagjai; továbbá a 3000 líra évi adót fizetők és akik a haza körül különös érdemeket szereztek.
Az osztrák urakháza háromféle elemből alakul. Tagjai: 1. születés alapján az uralkodó család nagykorú férfitagjai és azon főnemesi és nagybirtokos családok fejei, nagykorúságuk után, amelyek az uralkodótól örökös tagsági jogot nyertek; 2. hivatalukból folyólag az érsekek és a hercegi ranggal bíró püspökök; végre 3. kiket a Felség tagokul élethossziglan kinevez. E kinevezés korlátozva nincsen (számra sem); az alkotmány csak általában mondja, hogy azokra vonatkozzék, akik az állam, az egyház, a tudomány és művészetek körül érdemeket szereztek.
A belga szenátust egészen a választás alkotja. Választó minden polgár, aki képviselőválasztásra jogosult, de csak az választható, aki legalább 40 éves és 1000 Frt egyenes adót fizet. Választásuk 8 évre történik, míg a képviselőké csak 4 évre.
A francia szenátust szintén választják, a megyék által. A passzív választási jogot a 40-ik életévben megállapított magasabb koron kívül alig korlátozza valami (bizonyos inkompatibilitási esetek vannak); de már a cselekvő választói jogot az alkotmány csak a község delegáltjainak, az illető megye parlamenti képviselőinek, valamint a megyei és kerületi tanácsosoknak adja meg. A választás 9 évre történik, míg a képviselőket illetőleg 4 évre. A felsőház tagjai monarchiákban díjat csak ritkábban élveznek.

## A felsőház a 20. században
Miután a Főrendiház 1918. november 16-án berekesztette üléseit, többet már nem ült össze, az 1926. évi 22. törvénycikk szerint átalakult Felsőházzá és 1945-ig a törvényhozás a klasszikus kétkamarás rendszert követte.

### Előzmények
1920 és 1926 között sok vita folyt róla, a demokratizálódás kezdeti szakaszában felmerült a második kamara megszüntetése is. A legfőbb érv ellene az volt hogy az arisztokrácia vékony rétege túlságos mértékben teret kapna a nemzet közakaratának mind demokratikusabb becsatornázása ellenében. A liberális ellenzéki pártok csak a tisztán szenátusi jellegű felsőház felállítását tudták elfogadni mint legmodernebb kompromisszumot. A Tanácsköztársaság leverése után a Huszár-kormány az  1920. évi 1. törvénycikkel (Az alkotmányosság helyreállításáról és az állami főhatalom gyakorlásának ideiglenes rendezéséről) az ún. nemzetgyűlést hatalmazta fel a közhatalmi funkciók ideiglenes ellátására, melynek célja a királyság alkotmányossági rendjének teljes visszaállítása volt. A súlyos nemzetközi helyzetben viszont a magyar restaurációs törekvéseket külföldről sem támogatták. Végül fontosabbnak tartották a magyar parlamentarizmus hagyományainak fenntartását, (a Főrendiház depolitizált értékhordozó funkcióját megtartva) és a kétkamarás európai példák hasznosításával 1926 novemberének közepén felállították a Felsőházat.

### 1926. évi XXII. törvénycikk az országgyűlés felsőházáról
Az 1926. évi XXII. törvénycikk rendelkezett a felsőház felállításáról és annak tagjairól. Az új törvény értelmében méltóság, hivatal, választás vagy kinevezés alapján lehetett valaki a felsőház tagja.
Méltóságuk vagy hivataluk alapján a felsőház tagjai lettek:
1. az ország zászlósai, amennyiben e méltóságukat a törvény nem szüntette meg; (nádor, országbíró, erdélyi vajda, székely ispán, horvát-szlavón bán, tárnokmester, ajtónállómester, pohárnokmester, asztalnokmester, lovászmester, temesi és pozsonyi ispán)
2. a két koronaőr;
3. a m. kir. Kúria elnöke és másodelnöke;
4. a m. kir. közigazgatási bíróság elnöke és másodelnöke;
5. a budapesti kir. ítélőtábla elnöke;
6. a koronaügyész;
7. a m. kir. honvédség főparancsnoka;
8. a Magyar Nemzeti Bank elnöke.
A vallásfelekezeteknek következő egyháznagyjai, illetőleg képviselői:
1. a javadalmukba beiktatott latin és görög szertartású római katolikus egyháznagyok 
- Magyarország hercegprímása (esztergomi érsek), a kalocsai és egri érsekek, a csanádi, győri, hajdúdorogi, pécsi, székesfehérvári, szombathelyi, váci és veszprémi püspökök

2. a református hitvallású egyháznak hivatalban legidősebb három püspöke és három főgondnoka
3. az ágostai hitvallású evangélikus egyháznak hivatalban legidősebb két püspöke, továbbá egyetemes felügyelője és hivatalban legidősebb kerületi felügyelője
4. az unitárius egyháznak hivatalban idősb egyik elnöke
5. a budai görög keleti püspök
6. az izraelita vallásfelekezet képviseletére az izraelita hitközségek által életfogytiglan választott két lelkész (rabbi)
Felsőházi tagok az örökösjogú főrendi családok részéről:
- A felsőháznak tagjai a Habsburg-Lotharingiai családnak azok a férfitagjai, akik a huszonnegyedik életévüket betöltötték és állandóan az ország területén laknak.
- Az örökös főrendiházi tagsági joggal felruházott főnemesi családok tagjai. 
  - Hercegi családok: Szász-Coburg-Gotha, Auersperg, Batthyány-Strattmann, Czartoryski, Esterházy, Khevenhüller-Metsch, Kinsky, Lamberg, Liechtenstein, Lobkowitz, Metternich, Odescalchi, Pálffy, Thurn-Taxis, Schwarzenberg, Trauttmansdorff, Windisch-Grätz.
  - Grófi családok: Almássy, Althann, Andrássy, Apponyi, Auersperg, Batthyány, Bánffy, Beckers, Beleznay, Bellegarde, Benyovszky, Berchtold, Berényi, Bethlen, Béldy, Bissingen-Nippenburg, Blankenstein, Bolza, Bombelles, Breunner, Breyner, Buttler, Brunswick,